# Alchornea
Alchornea és un gènere de plantes amb flors dins la família euforbiàcia. Inclou 70 espècies tropicals incloent, Alchornea triplinervia.

## Descripció
Són arbres o arbusts dioics. Fruit en càpsula i llavors tuberculades.
El gènere i va ser descrit per Olof Swartz i publicat a Nova Genera et Species Plantarum seu Prodromus 6, 98. 1788.

### Espècies
| - Alchornea acutifolia - Alchornea adenophila - Alchornea alnifolia - Alchornea anamariae - Alchornea androgyna - Alchornea annamica - Alchornea aquifolium - Alchornea bogotensis - Alchornea borneensis - Alchornea britonii Secco - Alchornea castaneaefolia - Alchornea chiapasana - Alchornea coelophylla - Alchornea cordifolia - Alchornea costaricensis - Alchornea davidi - Alchornea discolor Poepp. - Alchornea floribunda - Alchornea fluviatilis - Alchornea gardneri - Alchornea glabrata - Alchornea glandulosa Poepp. - Alchornea grandiflora Müll.Arg. - Alchornea grandis - Alchornea guatemalensis - Alchornea hilariana - Alchornea hirtella - Alchornea humberti | - Alchornea hunanensis - Alchornea integrifolia - Alchornea latifolia Sw. - Alchornea laxiflora - Alchornea liukiuensis - Alchornea megalophylla - Alchornea mildbraedii - Alchornea mollis - Alchornea occidentalis - Alchornea pearcei - Alchornea perrieri - Alchornea petalostyla - Alchornea pubescens Merr. - Alchornea rhodophylla - Alchornea rugosa - Alchornea scandens - Alchornea sicca - Alchornea sidifolia Müll.Arg. - Alchornea tachirensis - Alchornea tiliaefolia - Alchornea trewioides - Alchornea triplinerva - Alchornea triplinervia (Spreng.) Müll.Arg: - Alchornea ulmifolia - Alchornea vanioti - Alchornea villosa - Alchornea websteri Secco - Alchornea yambuyaensis |